# Monica Zetterlund
Monica Zetterlund, nata Eva Monica Nilsson (Hagfors, 20 settembre 1937 – Stoccolma, 12 maggio 2005), è stata una cantante e attrice svedese.

## Biografia
Rappresentò la Svezia all'Eurovision Song Contest 1963. Collaborò con Bill Evans, Stan Getz, Quincy Jones e altri grandi artisti internazionali. Tra i film in cui ha recitato vi sono I ragazzi della montagna blu (1980), Äppelkriget (1971), Fimpen il goleador (1974), La nuova terra (1972) e Giochi di notte (1966).
Fin da ragazza fu affetta da una severa forma di scoliosi, che nel tempo peggiorò finendo per portarla all'invalidità totale. Morì nel 2005, per le gravissime ustioni riportate nell'incendio del suo appartamento.

## Filmografia
- Giochi di notte (1966)
- Äppelkriget (1971)
- La nuova terra (1972)
- Fimpen il goleador (1974)
- I ragazzi della montagna blu (1980)

## Premi e riconoscimenti
Guldbagge - 1972
Miglior attrice - Äppelkriget e La nuova terra

## Monica Zatterlund nei media
- La biografia di Monica Zatterlund nel periodo compreso negli anni sessanta è stata raccontata nella pellicola svedese Monica Z diretta dal regista Per Fly nel 2013.